# سرتنغ قادرخاني (آبجدان)
سرتنغ قادرخاني (بالفارسية: سرتنگ گدارخانی) هي منطقة سكنية تقع في إيران في قسم آبجدان الريفي. يقدر عدد سكانها بـ 0 نسمة بحسب إحصاء 2016.